# Miss Suriname
Miss Suriname is een nationale schoonheidswedstrijd in Suriname.

## Geschiedenis
Miss Suriname werd in 1951 voor het eerst gehouden. De wedstrijd werd tot 1999 georganiseerd door Lions International. Van 1958 tot 1999 nam de winnares deel aan Miss Universe en met de introductie van een nieuwe concept vanaf  2007 aan Miss World. Wanneer de winnaar vanwege de leeftijd niet in aanmerking komt, wordt een tweedeprijswinnaar afgevaardigd.

## Winnaars
Hieronder staan de deelnemers die de competitie van Miss Suriname wonnen:
| Jaar       | Miss Suriname              | Miss Universe              | Miss World                         |
| ---------- | -------------------------- | -------------------------- | ---------------------------------- |
| 1951       | Olga Tjon En Fa            |                            |                                    |
| 1955       | Greta Nahar                |                            |                                    |
| 1956       | Detta van Brussel          |                            |                                    |
| 1958       | Gertrud Gummels            | Gertrud Gummels            |                                    |
| 1959       | Alita Visser               | Alita Visser               |                                    |
| 1960       | Christine Jie Sam Foek     | Christine Jie Sam Foek     |                                    |
| 1961       | Kitty Essed                |                            | Kitty Essed                        |
| 1963       | Brigida Hagens             | Brigida Hagens             | Virginia Blanche Hardjo (foto)     |
| 1964       | Cynthia Ingrid Dijkstra    | Cynthia Ingrid Dijkstra    | Norma Dorothy Chin Ten Fung (foto) |
| 1965       | Anita van Eyck             | Anita van Eyck             | Anita van Eyck                     |
| 1966       | Joyce Magda Leysner        | Joyce Magda Leysner        | Linda Haselhoef                    |
| 1969       | Greta Natsir               | Greta Natsir               |                                    |
| 1970       | Ingrid Mamadeus            | Ingrid Mamadeus            |                                    |
| 1971       | Masrita Danoe              | Marita Martowirono         |                                    |
| 1972       | Carmen Cerna Muntslag      | Carmen Cerna Muntslag      |                                    |
| 1973       | Yvonne Ma Ajong            | Yvonne Ma Ajong            |                                    |
| 1974       | Bernadette Werners         | Bernadette Werners         |                                    |
| 1975       | Mavis Slengard             | Mavis Slengard             |                                    |
| 1976       | Peggy Van der Leuv         | Peggy Van der Leuv         |                                    |
| 1977       | Marlene Roesmienten Saimo  | Marlene Roesmienten Saimo  |                                    |
| 1978       | Garance Harriette Rustwijk | Garance Harriette Rustwijk |                                    |
| 1979       | Sergine Lieuw-A-Len        | Sergine Lieuw-A-Len        |                                    |
| 1981       | Joan Boldewijn             |                            | Joan Boldewijn                     |
| 1982       | Vanessa de Vries           | Vanessa de Vries           |                                    |
| 1989       | Consuela Cruden            | Consuela Cruden            |                                    |
| 1990       | Saskia Sibilo              | Saskia Sibilo              |                                    |
| 1991       | Simone Vos                 | Simone Vos                 |                                    |
| 1992       | Nancy Kasangaloewar        | Nancy Kasangaloewar        |                                    |
| 1993       | Jean Zhang                 | Jean Zhang                 |                                    |
| 1999       | Serafiya Niekoop           | Serafiya Niekoop           |                                    |
| 2007       | Safyra Rachida Duurham     |                            | Charisse Melany Moll (foto)        |
| 2008       | Mireille Nederbiel         |                            |                                    |
| 2009       | Zoureena Rijger            |                            | Zoureena Rijger                    |
| 2010       | Jo-Ann Damien Sang         |                            | Jo-Ann Damien Sang                 |
| 2011       |                            |                            |                                    |
| 2012       | Stefanie Grace Gentle      |                            | Stefanie Grace Gentle              |
| 2013       | -                          |                            |                                    |
| 2014       | Aiapra With                |                            |                                    |
| Vanaf 2015 | -                          |                            |                                    |